# Ardo (król Wizygotów)
Ardo (bądź Ardonus) (zm. ok. 721) – ostatni król Wizygotów.
Ardo znany jest tylko z list królów, z których można się dowiedzieć, że rządził siedem lat. Odziedziczył władzę po Agili II około 713 roku. Panował prawdopodobnie tylko nad prowincją Narbonensis (zobacz miasto Narbona), ponieważ reszta królestwa Wizygotów była już zajęta przez Umajjadów. Około 721 roku prawdopodobnie zginął w walce z Arabami i Berberami, kiedy ci przekroczyli Pireneje.